# 45-Minuten-Rennen von Road Atlanta 1981, 2. Rennen

Road Atlanta

Das zweite 45-Minuten-Rennen von Road Atlanta 1981, auch Road Atlanta GT II (Camel GTU Race), Road Atlanta, fand am 13. September dieses Jahres auf dem Rundkurs von Road Atlanta statt. Das Rennen war der 19. Lauf der IMSA-GTP-Serie 1981 und zählte nur zur Wertung der GTU-Klasse.

## Das Rennen
Zum zweiten Mal während dieser Saison fand ein Rennwochenende der IMSA-GTP-Serie in Road Atlanta statt. Bereits im Frühjahr war auf dieser Rennstrecke ein 45-Minuten-Rennen ausgetragen. Auch dieses Rennen zählte nur zur Wertung der GTU-Klasse und wurde, wie dieses im September, von Walt Bohren auf einem Mazda RX-7 gewonnen.

## Ergebnisse

### Schlussklassement
| 1           | GTU    | 98 | Kent Racing           | Walt Bohren     | Mazda RX-7            | 30 |
| 2           | GTU    | 92 | Kent Racing           | Lee Mueller     | Mazda RX-7            | 30 |
| 3           | GTU    | 22 | Trinity Racing        | Jim Cock        | Mazda RX-7            | 30 |
| 4           | GTU    | 85 | Logan Blackburn       | Logan Blackburn | Datsun 280ZX          | 30 |
| 5           | GTU    | 32 | Alderman Datsun       | George Alderman | Datsun 240Z           | 30 |
| 6           | GTU    | 71 | Charles Morgan        | Charles Morgan  | Datsun 280ZX          | 30 |
| 7           | GTU    | 54 | Michael Guffey        | Michael Guffey  | Datsun Z              | 29 |
| 8           | GTU    | 23 | New Raytown Datsun    | Frank Carney    | Datsun 280ZX          | 29 |
| 9           | SP GP2 | 93 | David Frellsen        | David Frellsen  | Datsun 510            | 28 |
| 10          | SP GP2 | 89 |                       | Keith Bowman    | Datsun 200SX          | 28 |
| 11          | SP GP2 | 28 | Korman Autoworks      | Ray Korman      | BMW 320i              | 28 |
| 12          | SP GP2 | 8  | Paul Romano           | Paul Romano     | Mazda RX-2            | 27 |
| 13          | SP GP2 | 12 | Alan Martin           | Alan Martin     | Toyota Corolla        | 27 |
| 14          | GTU    | 38 |                       | Jack Rynerson   | Porsche 911           | 27 |
| 15          | SP GP2 | 4  | Tom Walker            | Tom Walker      | Datsun 610            | 27 |
| 16          | SP GP2 | 10 | Dale Caldwell         | Dale Caldwell   | Dodge Colt            | 25 |
| 17          | SP GP2 | 42 | Dan Robson            | Dan Robson      | Datsun B210           | 24 |
| 18          | SP GP2 | 63 | Bob Burgess           | Bob Burgess     | Datsun 510            | 24 |
| 19          | GTU    | 36 | Jack Buchinger        | Jack Buchinger  | Datsun 280ZX          | 24 |
| 20          | GTU    | 27 |                       | John Morgan     | Datsun Z              | 13 |
| Ausgefallen |        |    |                       |                 |                       |    |
| 21          | GTU    | 11 | Dan Veach             | Dan Veach       | Mazda RX-7            | 24 |
| 22          | SP GP2 | 44 |                       | John Sanchez    | Datsun 510            | 21 |
| 23          | SP GP2 | 41 | Rick Henschel         | Rick Henschel   | Mercury Capri 2000    | 18 |
| 24          | GTU    | 51 |                       | Doug Carmean    | Mazda RX-7            | 16 |
| 25          | GTU    | 66 | Jack Dunham           | Jack Dunham     | Mazda RX-7            | 14 |
| 26          | GTU    | 22 | Personalized Autohaus | Wayne Baker     | Porsche 914/4         | 13 |
| 27          | SP GP2 | 26 | Eleven-Tehths Racing  | Ernie Smith     | Alfa Romeo Alfetta GT | 13 |
| 28          | GTU    | 14 | Casey Mollett         | Casey Mollett   | Datsun 280ZX          | 6  |
| 29          | SP GP2 | 3  | Bill Partridge        | Bill Partridge  | Datsun 200SX          | 6  |
| 30          | GTU    | 33 | Jim Fitzgerald        | Jim Fitzgerald  | Datsun 280ZX          | 5  |
| 31          | SP GP2 | 56 | Norman Frame          | Norman Frame    | Datsun 510            | 2  |

### Nur in der Meldeliste
Hier finden sich Teams, Fahrer und Fahrzeuge, die ursprünglich für das Rennen gemeldet waren, aber aus den unterschiedlichsten Gründen daran nicht teilnahmen.
| Pos. | Klasse | Nr. | Team                 | Fahrer         | Chassis       |
| ---- | ------ | --- | -------------------- | -------------- | ------------- |
| 32   | GTU    | 01  | Roehrig Racing       | Dave White     | BMW 320i      |
| 33   | GTU    | 7   |                      | Dasey Jollett  | Datsun 280ZX  |
| 34   | GTU    | 15  | George Follmer       | George Follmer | Toyota Celica |
| 35   | GTU    | 16  | George Follmer       | George Follmer | Toyota Celica |
| 36   | SP GP2 | 18  | Rob Dyson            | Rob Dyson      | Datsun 200SX  |
| 37   | GTU    | 74  | Numismatic Resources | Randy Pollock  | Mazda RX-7    |

### Klassensieger
| Klasse | Fahrer         | Fahrzeug   | Platzierung im Gesamtklassement |
| ------ | -------------- | ---------- | ------------------------------- |
| GTU    | Walt Bohren    | Mazda RX-7 | Gesamtsieg                      |
| SP GP2 | David Frellsen | Datsun 510 | Rang 9                          |

### Renndaten
- Gemeldet: 37
- Gestartet: 31
- Gewertet: 20
- Rennklassen: 2
- Zuschauer: unbekannt
- Wetter am Renntag: unbekannt
- Streckenlänge: 4,055 km
- Fahrzeit des Siegerteams: 0:46:16,365 Stunden
- Gesamtrunden des Siegerteams: 30
- Gesamtdistanz des Siegerteams: 121,666 km
- Siegerschnitt: 157,759 km/h
- Pole Position: unbekannt
- Schnellste Rennrunde: Walt Bohren – Mazda RX-7 (#98) – 1:31,570 – 159,441 km/h
- Rennserie: 19. Lauf zur IMSA-GTP-Serie 1981